# Giro dei Paesi Baschi 1927
Il Giro dei Paesi Baschi 1927, quarta edizione della corsa, si svolse dal 10 al 14 agosto su un percorso di 747 km ripartiti in quattro tappe. La vittoria fu appannaggio del francese Victor Fontan, che completò il percorso in 26h33'16", precedendo il connazionale André Leducq e il belga Lucien Buysse. 
I corridori che partirono da Bilbao furono 39 (gli iscritti erano 44), mentre coloro che tagliarono il traguardo di Gexto furono 28.

## Tappe
| Tappa  | Data      | Percorso                 | km  | Vincitore di tappa | Leader classifica generale |
| ------ | --------- | ------------------------ | --- | ------------------ | -------------------------- |
| 1ª     | 10 agosto | Bilbao > Vitoria         | 174 | André Leducq       | André Leducq               |
| 2ª     | 11 agosto | Vitoria > Pamplona       | 180 | André Leducq       | André Leducq               |
| 3ª     | 12 agosto | Pamplona > San Sebastián | 267 | Victor Fontan      | Victor Fontan              |
|        | 13 agosto | giorno di riposo         |     |                    |                            |
| 4ª     | 14 agosto | San Sebastián > Getxo    | 171 | Lucien Buysse      | Victor Fontan              |
| Totale | Totale    | Totale                   | 747 |                    |                            |

## Classifica generale
| Pos. | Corridore         | Squadra            | Tempo     |
| ---- | ----------------- | ------------------ | --------- |
| 1    | Victor Fontan     | Individuale        | 26h33'16" |
| 2    | André Leducq      | Alcyon-Dunlop      | a 6'24"   |
| 3    | Lucien Buysse     | Automoto           | a 15'27"  |
| 4    | Nicolas Frantz    | Alcyon-Dunlop      | a 24'13"  |
| 5    | Adelin Benoît     | Alcyon-Dunlop      | a 24'13"  |
| 6    | Georges Ronsse    | Automoto           | a 25'28"  |
| 7    | Ricardo Montero   | Real Unión de Irún | a 25'48"  |
| 8    | Aimé Dossche      | Christophe         | a 37'03"  |
| 9    | Alfred Hamerlinck | Automoto           | a 37'49"  |
| 10   | Mariano Cañardo   | F.C.Barcellona     | a 43'31"  |